# تمير وادي النيل
تمير وادي النيل (الاسم العلمي: Anthreptes  metallicus) (بالإنجليزية: Nile  Valley  Sunbird)‏ هو طائر ينتمي إلى تمير (فصيلة: Nectariniidae).